# Гермошолом

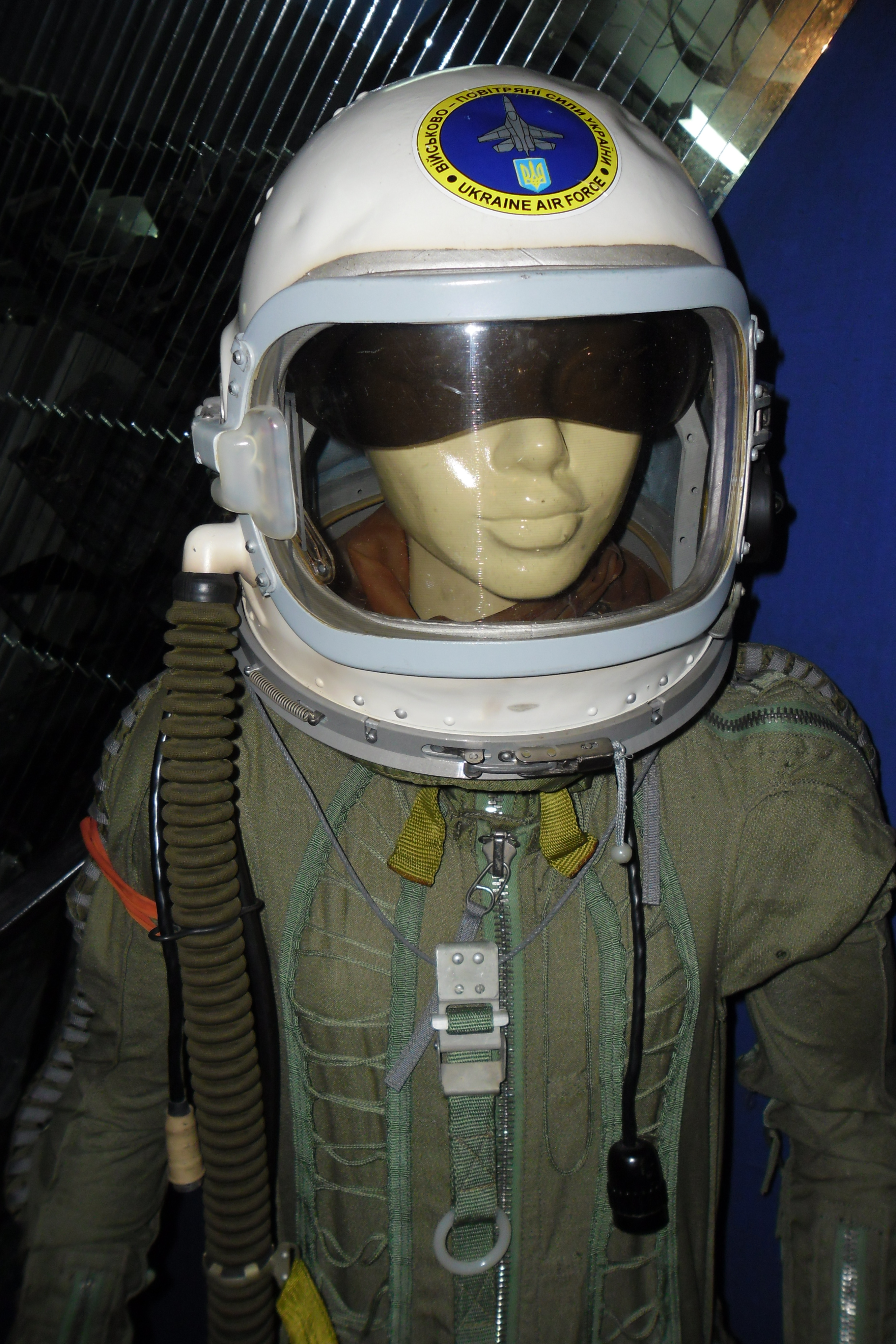
Полтавський музей авіації та космонавтики.

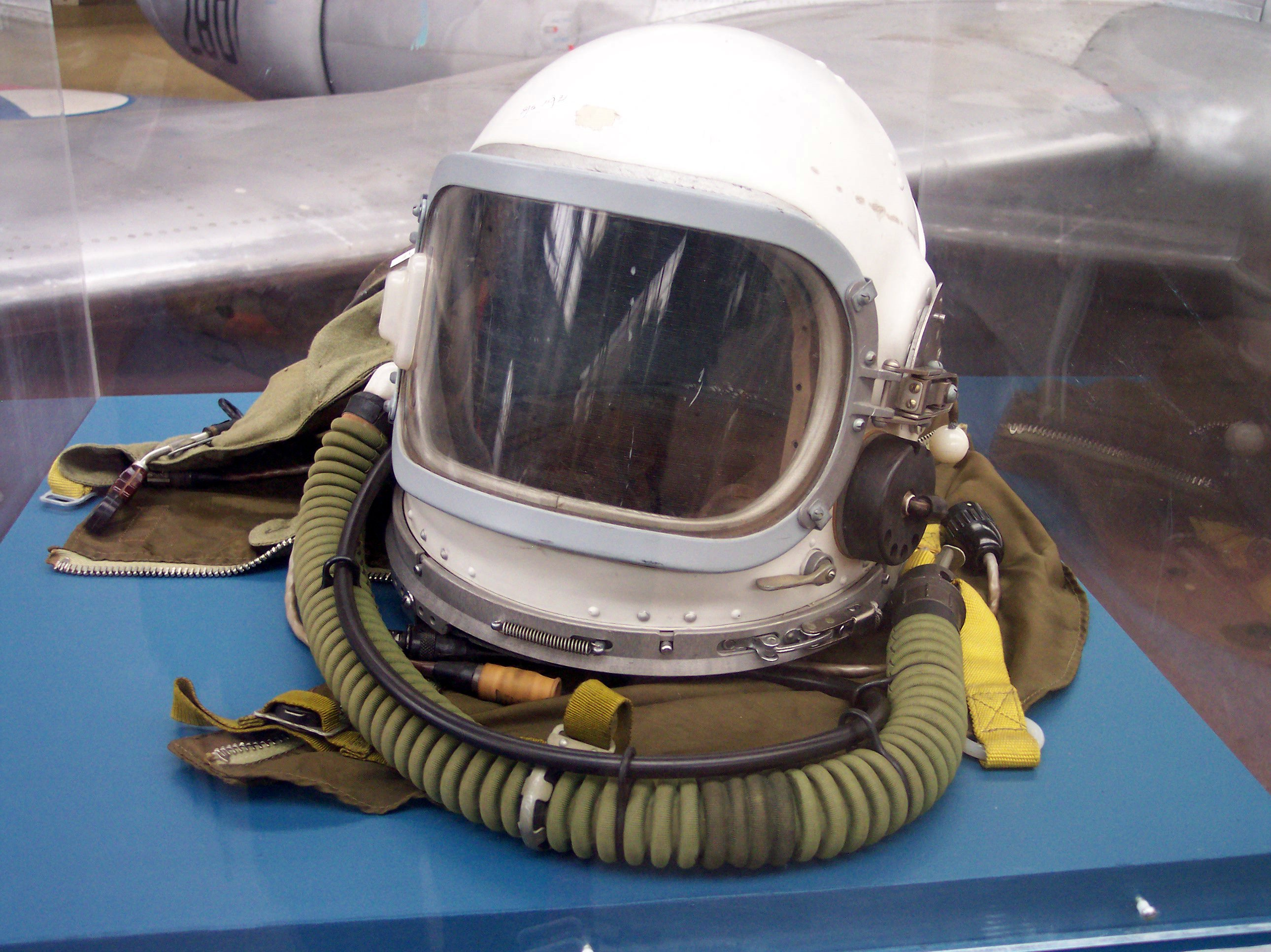
Радянський гермошолом ГШ-6

Гермошолом (герметичний шолом) — частина висотного спорядження льотчика або космонавта, що входить до складу висотно-компенсувального костюму або висотного скафандра. Герметичний шолом спеціальної конструкції дає льотчикові (космонавтові) можливість здійснити політ на великих висотах під час розгерметизації кабіни літального апарата та забезпечує його виживання в цих умовах та під час катапультування.